# Gradska kuća u Subotici (1751.)
Gradska kuća u Subotici iz 1751. godine prva je subotička gradska vijećnica.
Sagrađena je na trgu.
Otkad je izgrađena prva Gradska kuća, za Suboticu se pouzdano zna da čuvanje arhiva. U Gradskoj je kući bila jedna prostorija koja je bila arhiv, u kojoj su se čuvala dopisivanja gradske uprave. Tako su očuvani dokumenti gradske uprave još od 1743. godine, kad je Subotica postala municipalno samostalna i dobila civilnu građansku samoupravu. Iako su poslije u Subotici sagrađene još dvije Gradske kuće (1828. i 1910. godine), sjedište je Povijesnog arhiva ostalo u staroj sve do danas.
Regulacijska karta Subotice iz 12. siječnja 1822. zabilježila je ovu građevinu, a pored nje kao značajni gradski objekti zabilježeni su: katolička crkva franjevaca sa samostanom, Kalvarija, pravoslavna crkva sa školom, kapela sv. Roka, spomenik sv. Trojstva, stup srama, pijaca, barutana, Rogina bara, školska zgrada, gradska gostionica, kanal u Mlaki i drugi lokaliteti.
Poslije su sagrađene još dvije, ona iz 1828. godine i ona iz 1908.